# Combustível
Combustível (do termo latino combustibile) é uma substância que reage com o oxigênio (ou outro comburente) liberando energia, usualmente de modo vigoroso, na forma de calor, chamas e gases. Supõe a liberação da energia nele contida em forma de energia potencial a uma forma utilizável. No meio em que vivemos, existem várias substâncias que estão ou podem ser usadas como combustível. Entre as sólidas incluem-se o carvão, a madeira e a turfa. O carvão é queimado em caldeiras para esquentar água, que pode vaporizar-se para mover máquinas a vapor, ou diretamente para produzir calor utilizável em usos térmicos (calefação). A turfa e a madeira são utilizadas principalmente para a calefação doméstica e industrial. A turfa foi utilizada para a geração de energia nas locomotivas, que utilizavam madeira como combustível, muito comum no passado.

## História
O primeiro uso conhecido de combustível foi a combustão de madeira ou de varas pelo Homo erectus há cerca de dois milhões de anos. Durante a maior parte da história humana os derivados dos combustíveis foram as plantas ou gorduras animais, os únicos que eram usados pelos seres humanos. Carvão vegetal, um derivado de madeira, tem sido usada desde pelo menos 6 000 a.C. para os metais de fusão. Ele só foi suplantado  coque, derivado do carvão, como florestas europeias começaram a se esgotar em torno do século XVIII. Briquetes de carvão são comumente usados como combustível para cozinhar churrasco.

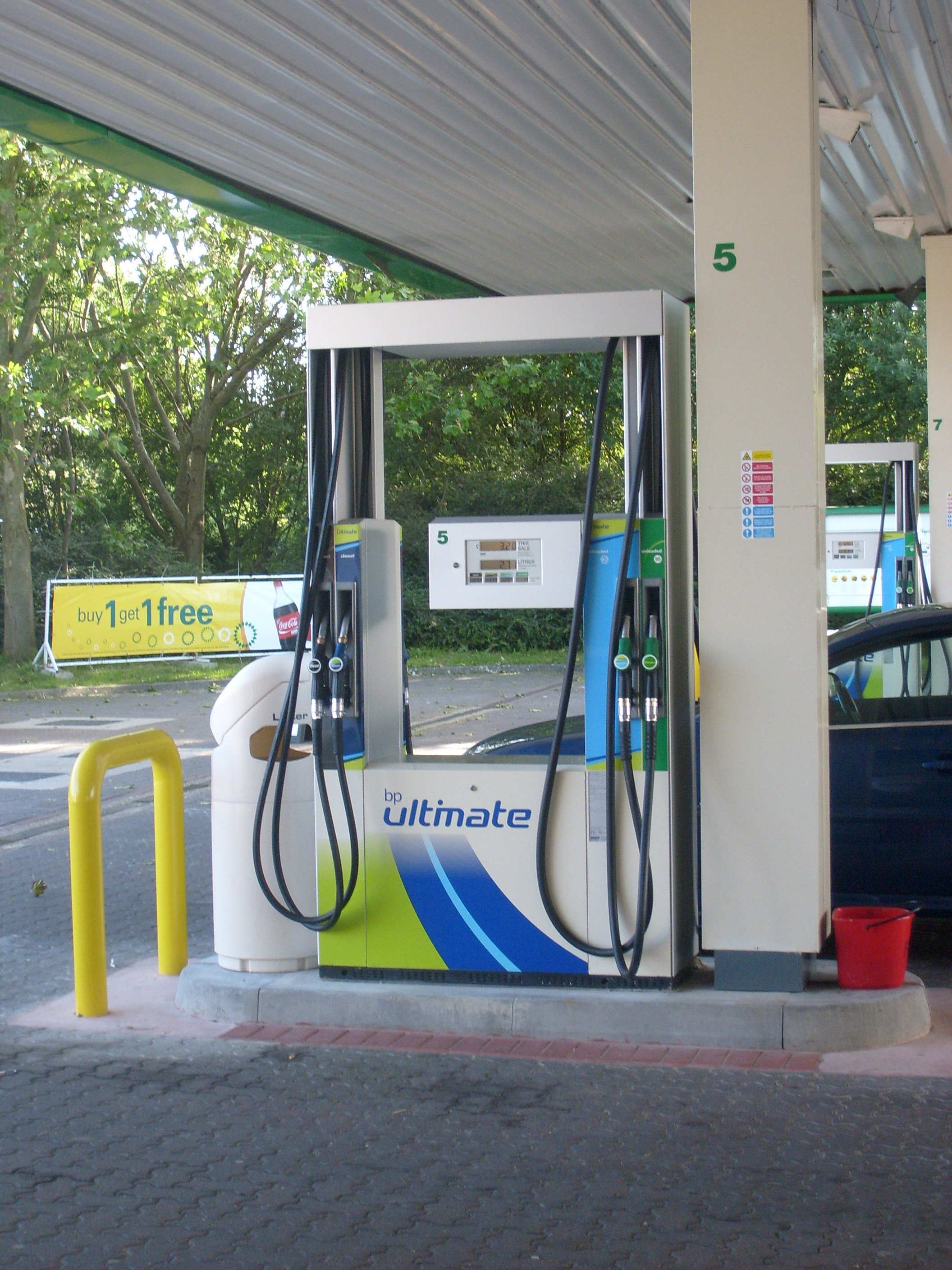
Um posto de gasolinaː a gasolina é um dos combustíveis mais usados atualmente.

Entre os líquidos usados como combustível, encontramos os de origem vegetal ou animal, como o álcool e o óleos vegetais de rícino e gorduras a partir do século XX surgem os combustíveis minerais, considerados fósseis, são os derivados do petróleo como óleo diesel, o querosene e a gasolina (ou nafta).
Entre os combustíveis gasosos, estão o gás natural ou os GLP (Gases Liquefeitos de Petróleo), representados pelo Propano e o Butano. Gás de síntese ("gás pobre") historicamente, é empregado como alternativa em momentos de escassez de combustíveis convencionais e, é produzido a partir de matéria-prima líquida/sólida de origem fóssil ou biomassa (ver: gasogênio). As gasolinas e até os gases são utilizados para os motores de combustão interna.
Nos corpos dos animais em geral, o combustível principal é constituído por carboidratos, lipídios e, em certas circunstâncias, as proteínas, que proporcionam energia para os músculos, o crescimento e os processos de renovação e regeneração celular.
Por extensão, se chamam também combustíveis às substâncias empregadas para produzir energia no reator nuclear no processo de fissão nuclear, embora este processo não seja de forma alguma uma combustão.
Tampouco é um combustível, na acepção estrita do termo, o hidrogênio quando utilizado no processo de fusão nuclear, que proporciona grandes quantidades de energia, no que se fundem quatro átomos de hidrogênio para converter-se em um de hélio. Este meio de obter energia não foi dominado adequadamente pelo homem (mas que em sua forma mais violenta, é a bomba de hidrogênio, conhecida como Bomba H). No Universo é comum, posto que é a fonte de energia das estrelas. O uso do hidrogênio como combustível vem recebendo um renovado interesse (ver: Bio-hidrogénio, hidrogênio verde e Produção de hidrogénio).
Os combustíveis fósseis são misturas de compostos orgânicos que se extraem do subsolo com o propósito de produzir energia por combustão. A origem desses compostos são seres vivos que morreram há milhões de anos. Consideram-se combustíveis fósseis o carvão, procedente de bosques do período carbonífero, o petróleo e o gás natural, procedente de outros organismos.

#### Dinâmica
Nos países desenvolvidos, o padrão de consumo mudou muito durante o mesmo período — parte do carvão foi substituída por gás mais ecológico (Europa e principalmente Rússia, onde a participação do gás no consumo foi de até 40%) e a participação da energia nuclear aumentou de 4% para 10%.